# Конвой SO-806 (жовтень 1943)
Конвой SO-806 (жовтень 1943 року) — японський конвой часів Другої світової війни, проведення якого відбувалось у жовтні 1943 року.
Конвой сформували у важливому транспортному хабі японців Палау (на заході Каролінських островів), а місцем його призначення був Рабаул — головна передова база в архіпелазі Бісмарка, з якої провадились операції на Соломонових островах та сході Нової Гвінеї.
До складу конвою SO-806 увійшли транспорти «Ніттай-Мару», «Казан-Мару», «Канаямасан-Мару», «Кібі-Мару», «Косей-Мару» та «Шинто-Мару № 1 (а також, можливо, «Ходзугава-Мару»). Ескорт складався з мисливців за підводними човнами CH-23 та CH-24.
8 жовтня 1943 року судна вийшли з Палау та попрямували на південний схід. Хоча комунікації до Рабаула були під загрозою зі сторони американських підводних човнів та авіації союзників, проте конвой SO-806 зміг безперешкодно пройти своїм маршрутом та 15 жовтня прибув до кінцевої точки маршруту на Новій Британії.
Утім, уже невдовзі два транспорти зі складу SO-806 загинуть при зворотному переході від Рабаула: «Казан-Мару» — 24 жовтня у конвої O-006, а «Канамаясан-Мару»» — 20 листопада під час прямування в конвої № 1210.